# Population Matters
Population Matters (tạm dịch "Dân số là Quan trọng" hoặc "Các vấn đề dân số"), tên chính thức Optimum Population Trust ("Quỹ ủy thác Dân số Tối ưu"), là một tổ chức từ thiện đã đăng ký, think tank, và nhóm lợi ích tại Vương quốc Anh nhằm mục đích thu hút sự chú ý đến ảnh hưởng của sự tăng dân số vào tính bền vững dài hạn, chất lượng cuộc sống, và môi trường tự nhiên, nhất là các tài nguyên thiên nhiên, biến đổi khí hậu, và đa dạng sinh học.